# Chilatherina bulolo
Chilatherina bulolo är en fiskart som först beskrevs av Whitley, 1938.  Chilatherina bulolo ingår i släktet Chilatherina och familjen Melanotaeniidae. IUCN kategoriserar arten globalt som otillräckligt studerad. Inga underarter finns listade i Catalogue of Life.